# Salvatore Giunta
Salvatore Giunta (ur. 21 stycznia 1985 w Clinton) – sierżant sztabowy Armii Stanów Zjednoczonych. Jest pierwszym żyjącym żołnierzem od czasu wojny w Wietnamie odznaczonym Medalem Honoru, który wręczono mu 16 listopada 2010 roku w Białym Domu w Waszyngtonie. Giunta ocalił życie swoim towarzyszom podczas akcji w Afganistanie 25 października 2007 roku.
W 2011 roku odszedł z wojska. Zamieszkał z żoną w Colorado i podjął studia na tamtejszym uniwersytecie stanowym (Colorado State University).